# Joseph W. Westphal

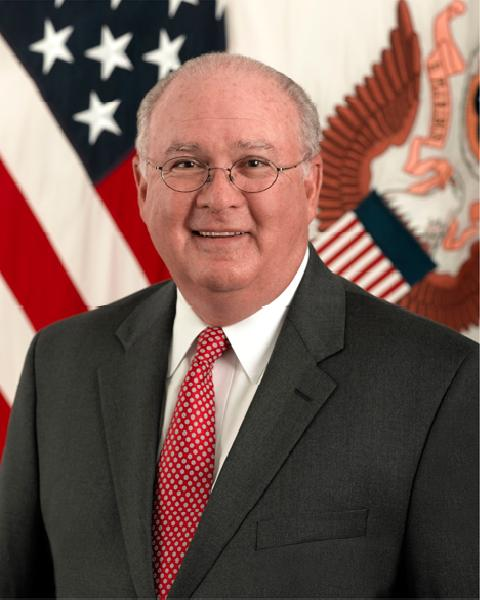
Joseph W. Westphal (2009)

Joseph W. Westphal (* 26. Januar 1948 in Santiago de Chile) ist ein US-amerikanischer Politiker und Hochschullehrer. Er war im Jahr 2001 kommissarischer Heeresstaatssekretär.

## Studium und Hochschullehrer
Westphal absolvierte zunächst ein Studium der Politikwissenschaften an der Adelphi University, das er 1970 mit einem Bachelor of Arts (B.A.) beendete, und danach ein Postgraduiertenstudium an der University of Missouri, das er schließlich mit einem Philosophiae Doktor (Ph. D.) abschloss. Anschließend war er zwölf Jahre als Professor und später auch als Dekan der Fakultät für Politikwissenschaften der Oklahoma State University tätig.
Nach seinem Ausscheiden aus der Politik 2001 wurde er zunächst Partner und Leitender Politischer Berater der Kanzlei Patton Boggs LLP (Washington, D.C.).
Schließlich erfolgte am 1. April 2002 seine Berufung zum Kanzler (Chancellor) des University of Maine System. Dieses Amt übte er bis 2006 aus. Danach war er als Professor für Politikwissenschaften an der University of Maine tätig. Seine Hauptforschungs- und Lehrthemen sind US-Politik, insbesondere des Kongresses, Umweltpolitik sowie Nationale Sicherheit. Außerdem war er Gastprofessor (Adjunct Professor) an der Georgetown University.

## Beamter in Regierung und Kongress
Zu Beginn der 1980er Jahre wurde er Mitarbeiter des Haushaltsausschusses (Committee on the Budget) des Repräsentantenhauses sowie danach des Innenministeriums.
1988 wurde er Exekutivdirektor des so genannten Sunbelt Caucus, einer Koalition der beiden im Kongress vertretenen Parteien (Demokraten und Republikaner) aus dem Gebiet südlich des 37. Breitengrades der Vereinigten Staaten. Außerdem war er zeitweise Sonderassistent des Senators von Mississippi Thad Cochran.
In der Folgezeit war er Leitender politischer Berater (Senior Policy Adviser) für Wasserrecht der Environmental Protection Agency, wo er sich insbesondere mit Fragen des Clean Water Act, Verkehrs und Infrastruktur, der Wasserqualität des Mississippi River, Kindergesundheit sowie internationalen Übereinkommen befasste.
Im Juni 1998 wurde er von Präsident Bill Clinton zum Assistenten des Heeresministers für Zivile Angelegenheiten (Assistent Secretary of the Army (Civil Works)) ernannt. Dieses Amt übte er auch weiter unter dessen Nachfolger George W. Bush bis zum März 2001 aus. In dieser Funktion war er insbesondere verantwortlich für das Army Corps of Engineers und in dieser Funktion eine der treibenden Hauptkräfte zur Erneuerung und Erweiterung dieses Korps zur Nutzung für nationale Bedürfnisse wie der öffentlichen Infrastruktur und des Umweltschutzes. Ferner war er Mitarbeiter der Präsidialkommission für Dürrebekämpfung (President’s Drought Policy Commission), der Kommission zur Wiederherstellung der Seen (Recreation Lakes Commission) und der Sondergruppe für Korallenriffe (Coral Reefs Task Force). Schließlich nahm er während seiner Amtszeit als Assistent des Heeresministers auch die Präsidentschaft des Amerikanischen Küstenprogramms (Coastal America Program) wahr. Daneben unterstand ihm die Verwaltung für den Nationalfriedhof Arlington.
Am 5. März 2001 berief ihn Präsident Bush schließlich nach dem Ausscheiden von Gregory R. Dahlberg zum amtierenden Heeresminister. Allerdings musste er dieses Amt bereits am 31. Mai 2001 an Thomas E. White abtreten.
Unter Präsident Barack Obama kehrte Westphal 2009 als stellvertretender Heeresstaatssekretär (Under Secretary of the Army) in den Regierungsdienst zurück; er folgte auf Nelson M. Ford. Dieses Amt hatte er bis März 2014 inne, ehe er die Nachfolge von James B. Smith als Botschafter der Vereinigten Staaten in Saudi-Arabien antrat.